# 叶夫根尼·阿努夫里耶夫
叶夫根尼·亚历山德罗维奇·阿努夫里耶夫（俄語：Евгений Александрович Ануфриев，1922年1月3日—2020年2月6日），俄罗斯哲学家，功勋科学工作者。

## 生平
1922年1月3日出生于苏维埃俄国特维尔省拉皮奇诺村。母亲早逝，1937年移居莫斯科，在学校期间加入共青团。1941年6月中学毕业后，苏德战争爆发。随后加入内务人民委员部特别行动小组，负责在德军后方进行破坏和侦察活动。作为小组成员参加1941年11月7日的红场阅兵。莫斯科戰役期间曾作为巡逻部队成员枪杀间谍和逃亡人员。在1942年1月赫卢德涅沃村的一次行动中，27名队员遭遇埋伏，只有阿努夫里耶夫等5人幸存。1942年9月被授予保卫莫斯科奖章。随后被送往塔吉克斯坦的边防部队服役。1949年退役后继续学业。
1952年毕业于莫斯科州立师范学院，后在研究生院学习与工作。1958年以论文《论社会主义建设时期公共与私人利益的结合》获副博士学位。此后历任鲍曼莫斯科高等技术学院讲师、副教授。1965年进入莫斯科国立大学工作，1972年以论文《社会主义制度下个人的社会角色和活动》获全博士学位，晋升教授。1972年至1995年担任哲学系主任。主要从事社会主义理论、西方哲学与伦理问题研究。1982年被授予功勋科学工作者荣誉称号。2003年成为莫斯科国立大学荣誉教授。2020年2月6日逝世，终年98岁。